# Jude Monye
Jude Monye, född den 16 november 1973, är en nigeriansk före detta friidrottare som tävlade i kortdistanslöpning.
Monye deltog vid två internationella mästerskap. Vid VM 1995 blev han utslagen i semifinalen på 400 meter men ingick i det nigerianska stafettlag över 4 x 400 meter som slutade på tredje plats.
Vid Olympiska sommarspelen 2000 blev han utslagen redan i försöken på 400 meter. Däremot blev han tillsammans med Clement Chukwu, Sunday Bada och Enefiok Udo-Obong silvermedaljörer på 4 x 400 meter. 

## Personliga rekord
- 400 meter - 45,16